# 日本昏迷指數
日本昏迷指數（日语：ジャパン‧コーマ‧スケール，簡稱為JCS），是指日本常用的意識障礙程度（或稱意識程度）分類法。
JCS依清醒程度分為三階段，其中再細分為三階段，因此也稱為3-3-9分類法。正式的寫法為「JCS 100」。

## 定義

### I. 用個位數的數字代表清醒程度
- 0：清醒
- 1：雖然有定向感，但有時候會意識不清
- 2：有定向障礙（英语：Orientation (mental)）
- 3：講不出自己姓名跟生日

### II. 用十位數的數字代表受到刺激時（暫時）清醒的程度
- 10：有人叫自己時會張開眼睛
- 20：有人大喊自己加上用力搖晃時，會張開眼睛
- 30：受到疼痛的刺激跟持續叫喚，勉強才能張開眼睛

### III. 用百位數的數字代表即使受到刺激，也不會清醒的程度
- 100：受到疼痛刺激時，會作勢要揮開
- 200：受到疼痛刺激時，會有手足動作，臉部會顯現不快表情
- 300：受到疼痛刺激時，毫無反應

如有其他補充資訊，會用下列方式表示：
- R：狀況不穩定
- I：大便失禁及尿失禁
- A：失去自主能力

歐美常用的分類法稱為格拉斯哥昏迷指數（英語：Glasgow Coma Scale，簡稱為 GCS）。

## 沿革與評價
追溯回 1960 至 1970 年代，在腦神經外科醫生先驅提倡下，急性腦動脈瘤的開顱夾除手術（或稱鉗夾手術）首見於日本，加上當時因交通意外造成頭部外傷形成社會問題此一背景，才思及改善原先慣用的分級法，將偏文字表現的說法如「昏迷、半昏睡、昏睡、深層昏睡」等改掉，鈴木二郎、高久晃、竹内一郎、齊藤勇、馬杉則彦、和賀志郎、太田富雄等醫生組成委員會，為正確描述頭部外傷或腦血管病症造成的急性意識障礙，即為頭蓋骨內的病變造成的意識障礙（意即腦疝），經過多方調查後，於 1974 年開發出此一分類法。
原本僅立意用於評鑑頭部外傷或急性腦血管病症（意即腦疝），並無應用在其他狀況之內，但由於正確分類肝性腦病與持續性植物狀態有其困難，從此改變了JCS 分類法的應用方式。JCS 分類法的優點為淺顯易懂，在日本廣為普及。
GCS 認為 JCS 分類法的優點是「睜開眼睛、說話、動作反應」等機能各為三種獨立機能，彼此互不干涉，所以便於分類，缺點為「分類清醒的程度」並無必要。此外，缺點還有 從 3 到 15 區間多達 120 種分數組合，在一次性的急性腦部障礙型的意識障礙中，部分難以定義的病症如精神疾患等，是有可能經由引導或暗示而歸納進特定分類如「能睜開眼睛，但對疼痛無反應」、「手足運動反應算是良好，但言語回應並不佳」等，使用時必須非常小心。
為了彌補上述 JCS 的缺點，Emergency Coma Scale（簡稱為 ECS）分類法於2002年問世。